# Lazos de amistad
Lazos de amistad es una telenovela colombo-estadounidense creada por la novelista Mariela Romero, dirigida por Arturo Manuitt y producida entre Telemundo y Sony Pictures Television International. 
Esta protagonizada por Sonya Smith, Maria Gabriela de Faría y por Andrés Mercado, antagonizada por Gala Montes, Gabriel Coronel y Guillermo Quintanilla y coprotagonizada por María Elisa Camargo, David Chocarro, Ricardo Abarca y Paulina Holguín, Además cuenta con las actuaciones estelares de Laura Flores, Majida Issa, Plutarco Haza y Dad Dáger. 
La historia se centra en Mariangel «Mayi» Ramirez (María Gabriela de Faría), una joven de 17 años cuyos conflictos interpersonales son el tema principal de la serie, tratando temas tales como su primer amor, su primera vez en lo sexual, rivalidades en la universidad e incluso la búsqueda de su verdadera madre, dado que en cierto punto de la historia ésta descubre que en realidad fue raptada. La telenovela será transmitida entre el segundo trimestre del 2017.

## Sinopsis
La historia se centra en Mariangel «Mayu» Ramirez (María Gabriela de Faría), una joven estudiante de 17 años, perteneciente a una familia de clase media. El interés amoroso de Mayu es David Santillana (Andrés Mercado) un joven arrogante de familia rica que va a la misma clase que Mayu. El obstáculo para que Mayu se acerque a David es la actual novia de este, Krisheel Maldonado (Gala Montes), quien cela encarecidamente a David. Eventualmente Mayu empieza a dar talleres de apoyo para los que reprueban y David es su alumno, ambos al principio se detestaban a pesar de ue ella estaba enamorada de este pero luego comienzan estar más cerca el uno del otro. En el plano secundario se encuentran las relaciones de los personajes cercanos a la protagonista, tales como la de Estela Ramirez (María Elisa Camargo) —la prima y mejor amiga de Mayu— con Santiago de la Colina (Gabriel Coronel), o la de la hermano mayor de David, Axel Santillana (David Chocarro) cuya adicción a las drogas lo ha llevado a meterse en grandes problemas.
En cierto punto de la historia, Mayu descubre que en realidad fue raptada al nacer. Lo que no sabe es que su madre biológica es Alicia Valderrama (Sonya Smith) directora del instituto al que Mayu asiste. Asimismo, la serie muestra la influencia que tienen los adultos sobre los personajes juveniles, tratando temas como la depresión, el alcoholismo, drogas y los problemas económicos. Otro tema en la serie es la búsqueda de Mayu ser la novia de David, aunque logra conseguirlo la vida de estos da un giro, cuando tienen su primera vez y no se cuidan y Mayu sale embarazada.

## Personajes
- María Gabriela de Faría - Mariangel "Mayu" Ramirez Salas/Camila Ramirez Valderrama
- Andrés Mercado - David Santillana Palacios
- Sonya Smith - Alicia Valderrama vda. Fernández
- Gabriel Coronel - Santiago de la Colina Rivero
- Ricardo Abarca - Adrián Fernández Guzmán
- Maria Elisa Camargo - Estela Ramirez Cabrera
- David Chocarro - Axel Santillana Palacios
- Gala Montes - Krisheel Maldonado Herrera
- Guillermo Quintanilla - Gustavo Ramirez Garza
- Majida Issa - Alba Salas de Ramirez
- Dad Dager - Ines Herrera de Maldonado
- Laura Flores - Ursula Palacios de Santillana
- Saúl Lisazo Elogio Santillana Ángulo
- Paulina Holguín - Paulina "Pau" Subero Duarte/Paula Subero Duarte
- Jonathan Freudman - Andrés Nuñez Ríos
- Plutarco Haza - Salvador Santillana Ángulo

(Hasta ahora es el elenco confirmado)
- Datos: Q30915111